# Ulosyneda indiscreta
Ulosyneda indiscreta är en fjärilsart som beskrevs av Edwards 1886. Ulosyneda indiscreta ingår i släktet Ulosyneda och familjen nattflyn. Inga underarter finns listade i Catalogue of Life.